# Кондратюк Василь Федорович (художник)
Васи́ль Фе́дорович Кондратю́к (10 лютого 1914, Сквира — 20 січня 2001, Київ) — український живописець; член Спілки радянських художників України з 1956 року. Чоловік скульпторки Олени Кальницької.

## Біографія
Народився 28 січня [10 лютого] 1914 року в містечку Сквирі (нині місто в Білоцерківському районі Київської області, Україна). У 1933 році навчався у Київському художньому технікумі, 1939 року закінчив Харківську художню школу. Брав участь у німецько-радянській війні. Нагороджений орденом Вітчизняної війни II ступеня (6 квітня 1985).
Упродовж 1946—1952 років навчався в Київському художньому інституті у Володимира Костецького, Костянтина Єлеви, Тетяни Яблонської. Дипломна робота — картина «Земляки» (керівник Олексій Шовкуненко).
Після здобуття фахової освіти працював у Києві: у видавництві «Радянська школа»; у 1953—1956 роках — у художньо-промисловій майстерні при Художньому фонді УРСР. Одночасно протягом 1954—1958 років викдадав у студії клубу «Більшовик».
Мешкав у Києві в будинку на Русанівській набережній, № 22, квартира № 97. Помер у Києві 20 січня 2001 року.

## Творчість
Працював у галузі станкового живопису. У реалістичному стилі створював тематичні картини, портрети, натюрморти. Серед робіт:
- «Гусяча птахоферма» (1950);
- «Молодіжна бригада в ковальському цеху» (1952, у співавторстві з Олександром Вовком; Полтавський художній музей);
- «Земляки» (1952);
- «Кобзар кличе війська Богдана Хмельницького» (1960, Сумський художній музей);
- «На дозвіллі» (1960);
- «Тарасова наука» (1961, у співавторстві з Олександром Вовком; Національний музей Тараса Шевченка);
- «Подруги» (1963, у співавторстві з Олександром Вовком);
- «Портрет партизана В. І. Шельменка» (1973);
- серія «Натюрморти» (1980–1990-ті).

Брав участь у республіканських виставках з 1952 року.